# ولایت یاماشیرو

ولایت یاماشیرو در سال ۱۹۶۸

ولایت یاماشیرو (به ژاپنی: 山城国 Yamashiro no Kuni) یکی از ولایت‌ها در تقسیم‌بندی کشوری قدیم ژاپن بود. محل قرار گرفتن ولایت یاماشیرو در قسمت جنوبی استان کیوتوی امروزی در هونشو بوده‌است و پایتخت قدیم ژاپن کیوتو در این ولایت قرار داشته است.